# Die Iden des März
Die Iden des März (The Ides of March) ist ein Roman von Thornton Wilder aus dem Jahr 1948 und behandelt in freiem Umgang der historischen Fakten die Entwicklungen, die zum Mord am römischen Feldherrn und Diktator Julius Caesar führten. Die Erzählungen beginnen im August 45 v. Chr. und enden mit dem Attentat am 15. März 44 v. Chr., an den Iden des März.
In seinem Vorwort grenzt Wilder das Ziel seines Textes als „Fantasie“ gegen eine „historische Rekonstruktion“ ab: Er verweist auf den Auftritt von schon vor der Zeit der Handlung verstorbener Personen und bekennt sich dazu, fast alle zitierten Dokumente „frei erfunden“ zu haben. Statt historischer Aufklärung ist das Ziel dieses Romans daher, „die Aufmerksamkeit des Lesers auf die Form [zu lenken], in welcher der Stoff dargeboten wird“ und dadurch eine kritische Sicht der Leser auf historische Narrative zu fördern.

## Historische Authentizität

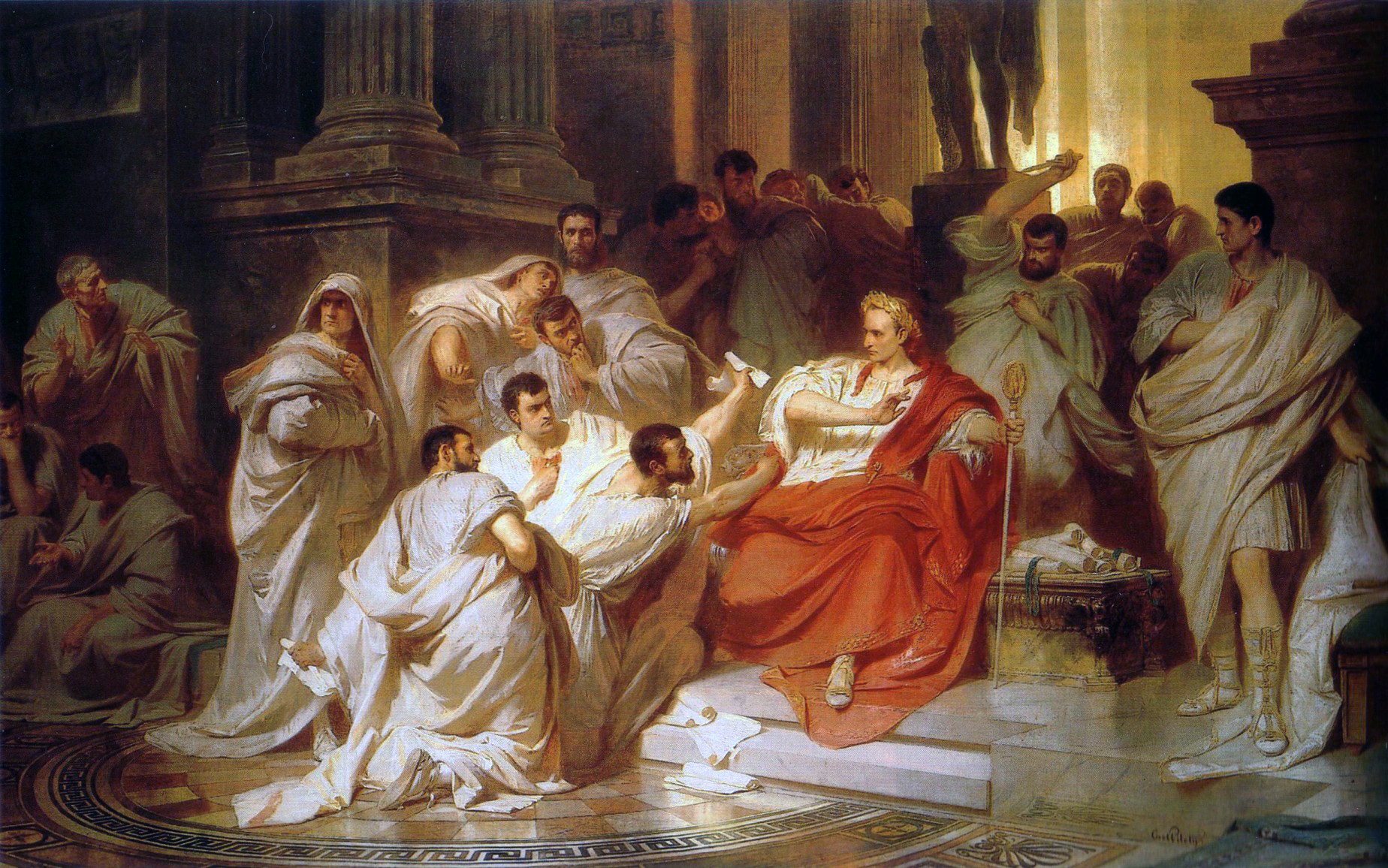
Ermordung Caesars (Karl Theodor von Piloty, 1865)

Der Roman ist in den Worten des Autors eine „Fantasie über bestimmte Ereignisse und Personen der letzten Tage der römischen Republik.“ Eine „historische Rekonstruktion ist nicht eine der Hauptabsichten dieses Werkes“: Es ist ein Mosaik aus mehr als 70 erfundenen historischen Quellen, aus Briefen (öffentlichen, privaten, anonymen, geheimen, heimlich geöffneten), Berichten von Spitzeln, Inschriften in öffentlichen Bedürfnisanstalten und Auszügen aus der römischen Literatur.  
Mit Ausnahme einiger Gedichte Catulls, die im lateinischen Original oder in Übersetzung wiedergegeben werden, und mit Ausnahme des letzten Abschnitts, der Beschreibung von Caesars Ermordung aus Suetons Kaiserviten, sind alle Dokumente von Wilder erfunden und nur wenige beschriebene Ereignisse historisch beispielsweise Kleopatras Besuch in Rom. 
Zeitlich frühere Ereignisse verlegt der Autor in den März 44 v. Chr., so den Skandal um die Entweihung der Mysterienspiele der Bona Dea durch Publius Clodius Pulcher und die nachfolgende Scheidung Caesars von seiner zweiten Frau Pompeia – diese ereigneten sich schon 62/61 v. Chr. Mehrere im Roman auftretende historische Figuren waren 44 v. Chr. bereits verstorben, so Cato d. J. († 46 v. Chr.), Julia Marcia († 68/69 v. Chr.), Publius Clodius Pulcher († 52 v. Chr.) und Catull († ca. 54 v. Chr.) 

## Erzählweise
Die Mosaiktechnik macht das übergreifende Problem der Wahrheit historischer Darstellungen durch die Zerlegung in Figuren-Perspektiven besonders anschaulich: Der Erzähler tritt hinter die Figuren zurück und die personalen Erzählsituationen relativieren die Tatsächlichkeit aller Schilderungen. Der mehrfache Durchlauf führt von den Standpunkten der involvierten Figuren unter jeweils neuen Vorzeichen, in neuen Perspektiven, zu verschiedenen Annäherungen an die gemeinsamen Fixpunkte der Erzählung und die Reihe der Subthemen. Weil der historische Rahmen nur in Ausschnitten beschrieben wird, ohne auch nur einmal die Interieurs, das Wetter, Aussehen und Kleidung sowie  die Erscheinung der Personen, ihre Gestik oder Mimik zu beschreiben, ist das Werk eine Art Gedanken-Roman: Es bleibt in gewisser Hinsicht abstrakt, ist aber lebhaft, überraschend, dadurch fesselnd und oft witzig. 
Die Wertungen der Ereignisse durch die Personen in den – meist erfundenen – Quellen unterscheiden oder widersprechen sich sogar. Während in der schrittweisen Vertiefung das soziale  Beziehungsgeflecht sich allmählich verdichtet, entsteht für den Leser ein Effekt der Verunsicherung. Nicht nur durch die  Perspektivierung des personalen Erzählens, sondern auch durch die Struktur der Wiederholungen und variierenden Überlappungen wird die Unsicherheit aller nachträglicher Rekonstruktion und damit aller historischen Erinnerung verdeutlicht: In einer als „Glosse“, der als Erläuterung eingeleiteten Vorbemerkung des Vorworts, entspringt dem „Schaudern“ vor dem „Unerkennbaren“, in der Verunsicherung über die Wahrheit „alles Beste für den Menschen bei den Erkundungsflügen seines Geistes“.

## Struktur und Datierung
Die vier Bücher heben vier Zeitläufte hervor, die sich jeweils nach vorn und hinten ausdehnen: Jedes folgende Buch fängt früher an und endet später als das vorhergehende, ein Konzept der schrittweisen Überlappung und Ergänzung von Rahmeninformationen. Für Leser vielleicht verwirrend ist die Chronologie, die innerhalb der Jahre progressiv in der Folge der uns bekannten Monate, von Jahr zu Jahr aber regressiv fortschreitet. 
1. Buch: 1.9.45 v. Chr. – 30.9.45: Einladung und Durchführung eines Gastmahls, die damit verbundenen Erwartungen und Intrigen der politischen Gesellschaft, der 1. Anschlag auf Caesar
2. Buch: 17.8.45 v. Chr. – 27.10.45: Ankunft Kleopatras in Rom und ihre Einquartierung in einer kaiserlichen Villa, die komplizierte Liebe zwischen Caesar und Kleopatra
3. Buch: 9.8.45 v. Chr. – 13.12.45: Entweihung des vestalischen Fruchtbarkeitskultes durch einen verkleideten Mann
4. Buch: 8.8.45 v. Chr.  – 15.3.44: Caesar beobachtet verschiedene Verschwörungen und reflektiert über sie, philosophiert über politische Macht und Vergänglichkeit; er hat Vorahnungen seines  Todes.

## Themenspektrum
Die Autoren der fiktiven Quellen gehören alle der schriftkundigen und gebildeten Elite an, ihre schriftlichen Einlassungen bilden das Mosaik der Kommentare der geschilderten Ereignisse. Neben dem Hauptthema der auf die Ermordung Cäsars zueilenden Ereignisse beschäftigen sie sich mit einer Fülle von ethischen und philosophischen Themen wie der Ehe, dem Leben eines  Politikers, kleinen und großen Intrigen und grundsätzlichen Fragen der Existenz. Einzelne Themen werden auch über mehrere Seiten oder wiederholt angesprochen: So die Themen der Einsamkeit, Verantwortung, Lüge, Wahrheitsähnlichkeit und Heuchelei in der Politik, Themen des Glaubens und Aberglaubens, des göttlichen Plans bei Planlosigkeit des Weltalls, des Sinns des Lebens, Themen der politischen Freiheit und der Verantwortung des Gestaltens, die Rolle der Poesie als Versüßung des bitteren Lebens und der Widerstand der Welt gegenüber den Zielen der Menschen.

## Ausgaben und Auflagen
Die Originalausgabe erschien 1948 beim Verlag Harper & Brothers in New York.
Auf Deutsch erschien der Roman zum ersten Mal 1949 in der Übersetzung von Herberth E. Herlitschka im Suhrkamp Verlag. Noch im selben Jahr wurde die erste Auflage von 10.000 Exemplaren abverkauft und eine weitere in gleicher Höhe gedruckt.
Eine Taschenbuchausgabe erschien etwas später im S. Fischer Verlag und verkaufte sich bis 1960 rund 40.000 Mal.